# 스프레딩 액티베이션
스프레딩 액티베이션(spreading activation)은 연관 네트워크, 생물학적 신경망, 인공신경망 또는 시맨틱 네트워크를 검색하는 방법이다. 검색 과정은 일련의 원본 노드(예: 시맨틱 네트워크의 개념)에 가중치 또는 "활성화"를 부여한 다음, 해당 활성화를 원본 노드에 연결된 다른 노드로 반복적으로 전파 또는 "확산"함으로써 시작된다. 대부분의 경우 이러한 "가중치"는 네트워크를 통해 활성화가 전파될수록 감소하는 실수 값이다. 가중치가 이산적인 경우 이 과정은 종종 마커 전달이라고 불린다. 활성화는 다른 마커로 식별되는 대체 경로에서 시작될 수 있으며, 두 대체 경로가 동일한 노드에 도달하면 종료된다. 그러나 뇌 연구는 여러 다른 뇌 영역이 의미론 처리에서 중요한 역할을 한다는 것을 보여준다.
모델로서의 시맨틱 네트워크에서의 스프레딩 액티베이션은 인지심리학에서 팬 아웃 효과를 모델링하기 위해 발명되었다.
스프레딩 액티베이션은 문서와 해당 문서에 포함된 용어를 나타내는 노드 네트워크를 통해 정보 검색에도 적용될 수 있다.

## 인지심리학
인지심리학과 관련하여, 스프레딩 액티베이션은 뇌가 특정 정보를 검색하기 위해 연관된 아이디어 네트워크를 통해 반복하는 방식에 대한 이론이다. 스프레딩 액티베이션 이론은 우리 기억 속의 개념 배열을 인지 단위로 제시하는데, 각 단위는 노드와 그와 관련된 요소 또는 특성으로 구성되며, 이들은 모두 에지로 연결되어 있다. 스프레딩 액티베이션 네트워크는 웹 다이어그램의 형태로 도식적으로 표현될 수 있으며, 두 노드 사이의 짧은 선은 아이디어가 더 밀접하게 관련되어 있고 일반적으로 원래 개념과 더 빠르게 연관될 것임을 의미한다. 기억 심리학에서 스프레딩 액티베이션 모델은 사람들이 자신의 경험을 바탕으로 세상에 대한 지식을 조직하며, 이는 결국 개인의 세상 지식 네트워크를 형성한다고 주장한다.
단어 인식 과제에서 특정 단어(대상) 앞에 연관된 단어(프라임)가 오면 참가자들은 응답하는 데 걸리는 시간 면에서 더 나은 성과를 보이는 것으로 나타났다. 예를 들어, 피험자들은 "당근"과 같은 관련 없는 단어보다 "간호사"라는 단어 다음에 올 때 "의사"라는 단어에 더 빨리 반응한다. 인지 네트워크 내에서 의미가 가까운 단어와 함께 나타나는 이러한 의미 점화 효과는 문장 검증에서 어휘 판단 및 명명에 이르는 광범위한 실험 과제에서 관찰되었다.
다른 예시로, 원래 개념이 "빨간색"이고 "차량" 개념이 점화되었다면, 관련 없는 "체리" 대신 "소방차"라고 말할 가능성이 훨씬 높다. 만약 "과일"이 대신 점화되었다면, 그들은 "체리"를 지명하고 거기서부터 계속 이어갈 것이다. 네트워크에서 경로의 활성화는 두 개념이 의미적으로 얼마나 밀접하게 연결되어 있는지, 그리고 피험자가 어떻게 점화되는지와 전적으로 관련이 있다.

## 알고리즘
각 노드[ 1...N ]에는 [0.0 ... 1.0] 범위의 실수인 관련 활성화 값 A [ i ]가 있는 방향 그래프가 채워진다. Link[ i, j ]는 원본 노드[ i ]를 대상 노드[ j ]와 연결한다. 각 에지에는 일반적으로 [0.0 ... 1.0] 범위의 실수인 관련 가중치 W [ i, j ]가 있다.
매개변수:
- 발화 임계값 F, [0.0 ... 1.0] 범위의 실수
- 감쇠 인자 D, [0.0 ... 1.0] 범위의 실수

단계:
1. 그래프의 모든 활성화 값 A [ i ]를 0으로 설정하여 초기화한다. 하나 이상의 원본 노드를 발화 임계값 F보다 큰 초기 활성화 값으로 설정한다. 일반적인 초기 값은 1.0이다.
2. 활성화 값 A [ i ]가 노드 발화 임계값 F보다 큰 그래프의 발화되지 않은 각 노드[ i ]에 대해:
3. 원본 노드 [ i ]를 대상 노드 [ j ]와 연결하는 각 링크 [ i, j ]에 대해, A [ j ] = A [ j ] + (A [ i ] * W [ i, j ] * D)로 조정하며, 여기서 D는 감쇠 인자이다.
4. 대상 노드가 활성화 값을 조정받아 1.0을 초과하면, 새 활성화 값을 1.0으로 설정한다. 마찬가지로, 대상 노드의 활성화 값이 0.0 미만으로 조정될 경우 하한선으로 0.0을 유지한다.
5. 일단 노드가 발화되면 다시 발화할 수 없지만, 기본 알고리즘의 변형은 반복적인 발화와 그래프를 통한 루프를 허용한다.
6. 발화 임계값 F를 초과하는 새 활성화 값을 받는 노드는 다음 스프레딩 액티베이션 주기에서 발화를 위해 표시된다.
7. 활성화가 하나 이상의 노드에서 시작되는 경우, 알고리즘의 변형은 활성화가 그래프를 통해 확산되는 경로를 구별하기 위해 마커 전달을 허용한다.
8. 이 절차는 더 이상 발화할 노드가 없거나, 여러 원본에서 마커가 전달되는 경우 노드가 하나 이상의 경로에서 도달될 때 종료된다. 그래프에서 반복적인 노드 발화와 활성화 루프를 허용하는 알고리즘의 변형은 특정 델타에 대해 안정적인 활성화 상태에 도달하거나 최대 반복 횟수를 초과할 때 종료된다.

## 예시

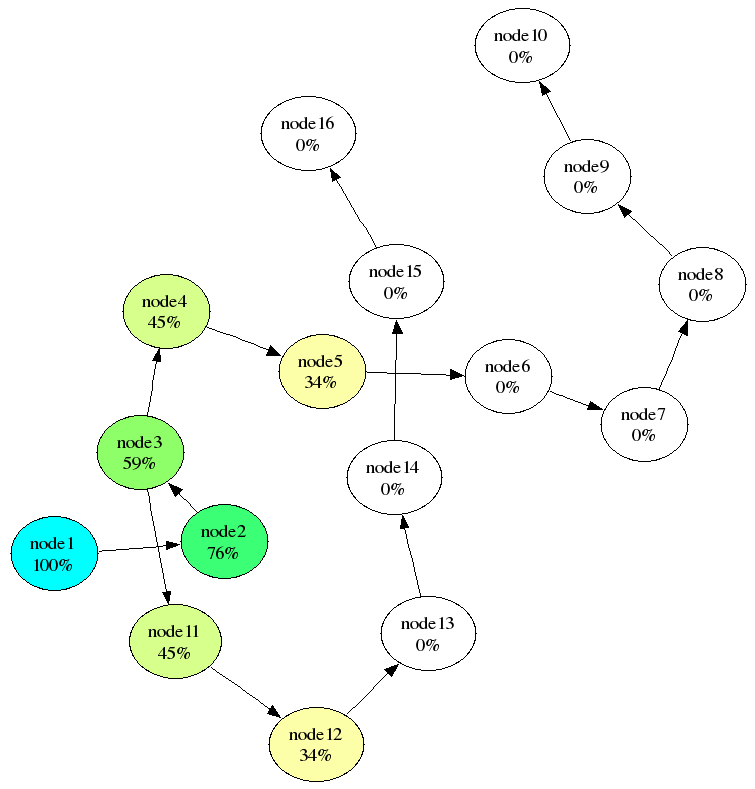
이 예시에서는 노드 1에서 스프레딩 액티베이션이 시작되었으며, 초기 활성화 값은 1.0(100%)이다. 각 링크는 0.9의 동일한 가중치 값을 갖는다. 감쇠 인자는 0.85였다. 네 번의 스프레딩 액티베이션 주기가 발생했다. 색조와 채도는 다른 활성화 값을 나타낸다.

## 같이 보기
- 연결주의

## 내용주
1. ↑  Fähndrich, J. (2018). Semantic decomposition and marker passing in an artificial representation of meaning. Technische Universitaet Berlin (Germany).
2. ↑  Karalyn Patterson, Peter J. Nestor & Timothy T. Rogers: "Where do you know what you know? The representation of semantic knowledge in the human brain"
3. 1 2  Collins, Allan M.; Loftus, Elizabeth F. (1975). 《A spreading-activation theory of semantic processing.》. 《Psychological Review》 82. 407–428쪽. doi:10.1037/0033-295X.82.6.407. ISSN 0033-295X. S2CID 14217893.
4. 1 2  Anderson, John R. (1983). 《A spreading activation theory of memory》. 《Journal of Verbal Learning and Verbal Behavior》 22. 261–295쪽. doi:10.1016/S0022-5371(83)90201-3. ISSN 0022-5371.
5. ↑  S. Preece, A spreading activation network model for information retrieval. PhD thesis, University of Illinois, Urbana-Champaign, 1981.
6. ↑  Fabio Crestani. "Application of Spreading Activation Techniques in Information Retrieval". Artificial Intelligence Review, 1997
7. ↑  Chwilla, Dorothee J.; Hagoort, Peter;  Brown, C. M., "The mechanism underlying backward priming in a lexical decision task: spreading activation versus semantic matching", The Quarterly Journal of Experimental Psychology, 1998, 51A (3), 531-560
8. ↑  Boosting item keyword search with spreading activation Aswath, D.; Ahmed, S.T.; Dapos;cunha, J.; Davulcu, H., Web Intelligence, 2005. Proceedings. The 2005 IEEE/WIC/ACM International Conference on
Volume, Issue, 19-22 Sept. 2005 Page(s): 704 - 707